# Vlag van Vosselaar
De vlag van Vosselaar werd door de gemeenteraad op 5 juli 1990 officieel vastgesteld als de gemeentelijke vlag van de Antwerpse gemeente Vosselaar. Op 18 december 1990 werd hij door het Bestuur van Vlaanderen bevestigd en uiteindelijk gepubliceerd op 25 september 1991 in het officiële Belgisch Staatsblad.
Officieel wordt de vlag beschreven als:
Drie even hoge banen van blauw, van wit en van blauw, met op het midden van het wit een gaande aanziende vos van natuurlijke kleur.
De vlag is volledig gebaseerd op het gemeentewapen en ziet er dus helemaal hetzelfde uit.

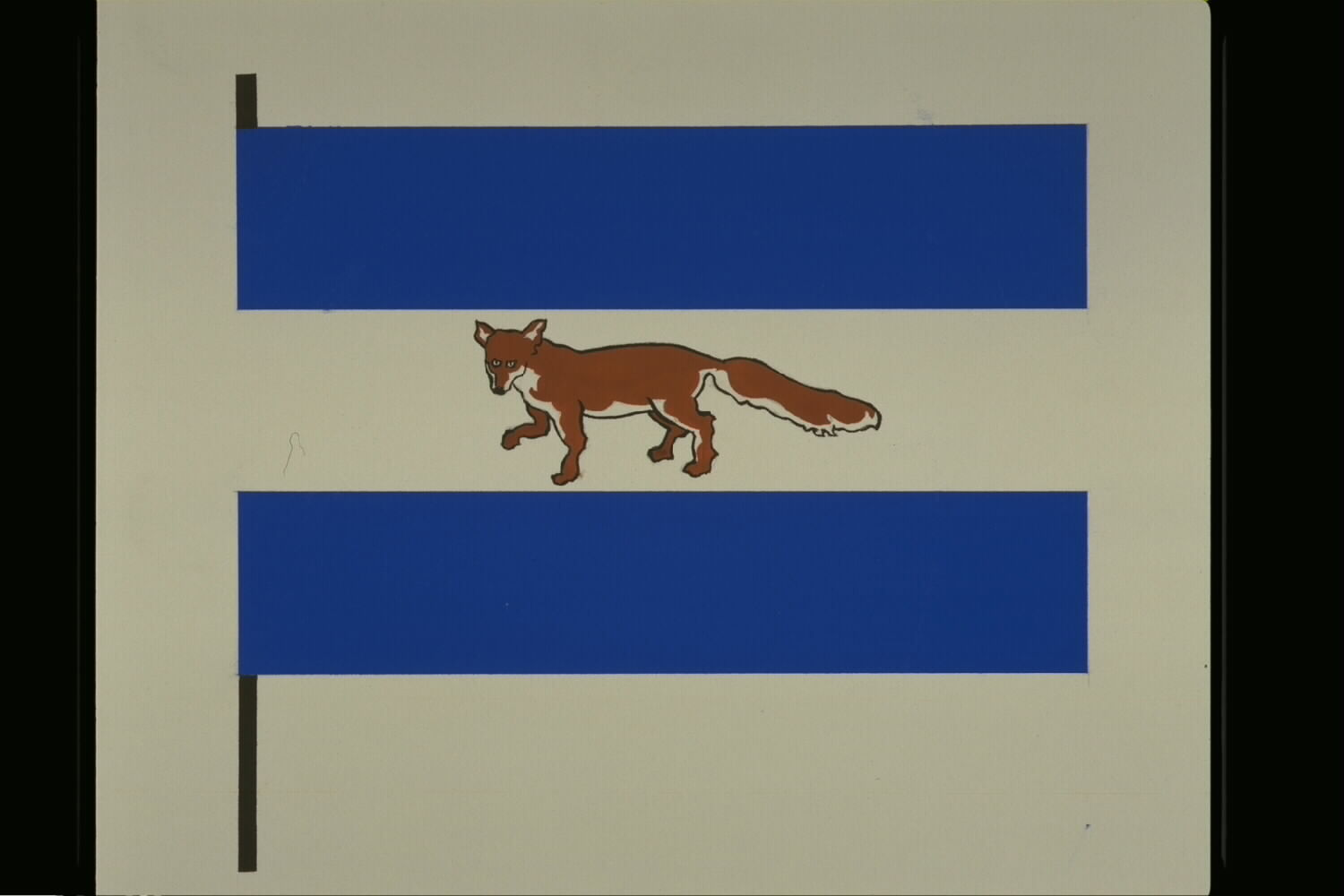
Officiële tekening van de vlag